# Wu Zetian
Keizerin Wu Zetian (Chinees: 武則天, Pinyin: Wǔ Zétiān) (624 - 705) was de enige officiële keizerin in de geschiedenis van China. Ze was keizerin van de Tang-dynastie van 685 tot 690 en keizerin van de Wu Zhou-dynastie van 690 tot 705. Haar regeerperiode betekende een onderbreking van de Tang-dynastie.
Wu Zetian is afgebeeld in de Wu Shuang Pu (無雙譜; Table of Peerless Heroes / Boek van de Weergaloze Helden) geschreven door Jin Guliang.

## Levensloop
Wu Zetian werd in 624 geboren in de Chinese stad Guangyuan als dochter van een koopman. Op haar dertiende werd ze een van de concubines van keizer Taizong. Ze behoorde echter niet tot zijn favorieten en ze kregen samen geen kinderen. Toen hij in 649 stierf had het dan ook meer voor de hand gelegen dat ze de rest van haar leven in een boeddhistisch klooster zou slijten.
Ze had geluk want ze werd door de vrouw van keizer Gaozong, de opvolger van Taizong, teruggehaald als concubine voor haar man. Hierna begon haar machtsstrijd. Door een aantal intriges wist ze zowel de keizerin als de keizers favoriete concubine verbannen en later gedood te krijgen. In 655 werd ze zelf de favoriete vrouw van de keizer en daarmee keizerin. Ze trok steeds meer macht naar zich toe en toen haar man Gaozong in 683 stierf regeerde zij verder. In 690 liet ze zich formeel tot staatshoofd uitroepen en werd zo de eerste en enige regerende keizerin die China ooit gehad heeft. China beleefde onder haar heerschappij grote bloei en welvaart. 